# Флоренс Відор
Флоренс Кобб, у шлюбі Відор (англ. Florence Vidor; 23 липня 1895, Х'юстон, штат Техас — 3 листопада 1977, Пасифік-Палісейдс, штат Каліфорнія) — американська акторка епохи німого кіно.

## Життєпис
Флоренс Кобб народилася в Х'юстоні, пізніше її мати одружилася з агентом з торгівлі нерухомістю, прізвище якого Арто Флоренс стала носити. У німому кіно почала зніматися завдяки режисерові Кінгу Відору, з яким була одружена з 1915 по 1925. Перший контракт зі студією Vitagraph Studios підписала в 1916 році. Розлучилася в 1925 році, від шлюбу народила дочку Сюзанну і зберегла прізвище Відор. У 1926 році одружилася зі скрипалем Яшею Хейфецом. 
Її кар'єра закінчилася з появою звукових фільмів. 
Померла в 1977 у віці 82 років.

## Вибрана фільмографія
- 1920 — Сімейна честь
- 1923 — Продажні душі
- 1923 — Вірджинець
- 1928 — Патріот
- 1929 — Ночі китайського кварталу